# Caroline Correa
Caroline Correa (Umuarama, 19 de mayo de 1979) es una modelo y actriz de cine y teatro brasileña.

## Biografía
Correa nació como Caroline de Souza Correa en Umuarama, Paraná, Brasil. Después de una breve instancia en Londres, se mudó a Sídney, Australia, a los 20 años, donde vivió durante cinco años. Luego se mudó a Los Ángeles, Estados Unidos, donde siguió su carrera como actriz.
Caroline hizo su debut en el cine en la película Go Big, que fue protagonizada por Justine Clarke, Tom Long, Alex Dimitriades y Kimberley Joseph. Un año después, apareció en Star Wars: Episode III - Revenge of the Sith, durante el año tuvo el papel como la cita de Henry en la película Stealth. En 2006, protagonizó en The Fast and the Furious: Tokyo Drift de la serie de películas. Correa recientemente ha aparecido en Redbelt, y actualmente trabaja en Deep in the Valley. Correa aparece en el anuncio de helados Magnum con Benicio del Toro.

## Filmografía
| Año  | Título                                     | Papel                                  | Notas         |
| ---- | ------------------------------------------ | -------------------------------------- | ------------- |
| 2008 | Deep in the Valley                         | Andi                                   | Posproducción |
| 2008 | Redbelt                                    | Monica                                 |               |
| 2006 | The Fast and the Furious: Tokyo Drift      | Modelo brasileña                       |               |
| 2005 | Stealth                                    | Cita de Henry                          |               |
| 2005 | Star Wars Episode III: Revenge of the Sith | Bail Organa's Aide #1 (Sheltay Retrac) | No acreditada |
| 2004 | Go Big                                     | Pricnesa Lar                           | Televisión    |